# كودي ويلارد
كودي ويلارد (بالإنجليزية: Cody Willard)‏ هو صحفي أمريكي، ولد في 31 أغسطس 1972 في رويدوسو في الولايات المتحدة.